# Crash Bandicoot
Crash Bandicoot är ett plattformsspel till Playstation. Det släpptes år 1996 och utvecklades av Naughty Dog. Huvudpersonen är ett brandgult pungdjur som heter Crash Bandicoot. Crash blev muterad av den psykopatiske Doctor Neo Cortex och hans nära kompanjon, Doctor Nitrus Brio.
Spelet går ut på att Crash ska försöka stoppa Cortex som planerar att ta över världen, åtgärda de föroreningar de båda bovarna har ställt till med och rädda sin flickvän Tawna Bandicoot, en pungdjurshona som också blev muterad av Cortex och Brio.
Sedan 2006 är det möjligt att emulera spelet på Playstation Network. Tack vare detta går det att spela Crash Bandicoot på Playstation Portable och Playstation 3 (med en uppdatering av operativsystemet till version 1.70).

## Spelupplevelse
Spelet erbjuder 25 banor, två hemliga banor och sex bosskamper. Bossarna består av den lokale stamhövdingen Papu Papu, den sinnessjuke Ripper Roo, muskelknutten Koala Kong, den vapenglade Pinstripe Potoroo, Doctor Nitrus Brio och slutligen självaste Doctor Neo Cortex. Spelaren måste kriga sig fram genom en begränsad miljö och samtidigt övervinna fiender, undvika fallgropar och ha sönder lådor. Varje låda innehåller någon typ av bonus. Om spelaren slår sönder alla lådor på en bana utan att förlora ett liv, kommer denne belönas med en ädelsten. För att spelaren ska kunna gå segrande ur en bosskamp, måste denne undvika bossens attacker och anfalla när bossen är sårbar. De enda attackerna Crash har är förmågan till att hoppa och snurra. Den övervägande delen av fienderna kan besegras genom att använda hoppattacken. Fiender som är resistenta mot den attacken måste besegras med hjälp av snurrattacken. Den här attacken kan användas för att slå till en fiende så att denne i sin tur slår till en annan fiende eller låda.
På några banor kommer Crash att rida ett vildsvin. Det har han dock begränsad kontroll över. På sådana här banor är spelaren tvungen att undvika olika typer av hinder, exempelvis fiender. Ju längre banan fortgår, desto snabbare kommer vildsvinet att springa. Det finns även åtskilliga banor där spelaren jagas av en stenbumling. I dessa fall springer Crash mot skärmen med stenbumlingen som kommer jagande bakom honom och samtidigt måste spelaren hoppa över hål i marken och undvika andra faror samtidigt.
Spelaren kan samla voodoomasker vilka finns gömda i lådor. När Crash skyddas av dessa svävande masker kan han inte bli skadad av en fiende. Om spelaren samlar på sig tre masker kommer Crash bli osårbar från alla faror av mindre karaktär under några sekunder. På flertalet banor finns det tillgängliga kort som är gömda inuti lådor. De här korten föreställer Tawna, Doctor Nitrus Brio eller Doctor Neo Cortex. När spelaren väl har samlat ihop tre matchande kort på en bana kommer denne att bli transporterad till en bonusbana där spelaren kan skaffa sig extra frukt och föremål. Bonusrundorna som anknyter till Tawna kan användas för att spara spelets framsteg som har gjorts fram till bonusbanan.

## Intrig

### Karaktärer
Det finns nio karaktärer i spelet. Hjälten är den lilla modiga punggrävlingen Crash Bandicoot. Han blev muterad av Doctor Neo Cortex. Han har som mål att städa upp de föroreningar Cortex har skapat och stoppa hans planer på världsherravälde. Crash får assistans i sitt uppdrag i form av en häxdoktorsmask vid namn Aku Aku. När Cortex försöker skapa den ultimata soldaten, använder han Crash för att experimentera på. Experimentet går snett och Cortex jagar ut Crash ur sitt slott. Han betraktar honom som ett misslyckande på grund av hans medelmåttiga intelligensnivå. När Crash spolas upp på N.Sanity-ön beslutar han sig för att stoppa Cortex och rädda en pungdjurshona som också har blivit muterad, Tawna. Aku Aku är en voodoomask vars ande tillhör en gammal häxdoktor. Han vakar över de tre öarna och hjälper Crash med sitt uppdrag genom att skydda honom från mindre faror.
Doctor Neo Cortex är en skurkaktig, tokig vetenskapsman och spelets primära antagonist. Han har muterat öarnas vilddjur till antropomorfiska monster. Cortex hoppas kunna använda dessa djur till att bilda en armé. Cortex har vid sin sida en sinnesrubbad vetenskapsman kallad Doctor Nitrus Brio. Bossarna utgörs av Cortex och Brio, Papu Papu, den galne Ripper Roo, muskelknutten Koala Kong och den Gudfadern-inspirerade Pinstripe Potoroo.

### Miljöer
Spelet äger rum på Wumpaöarna som tillhör Cortex (Wumpaöarna blev de kallade först elva år senare i och med utgivningen av Crash of the Titans). Banmiljöerna är allt ifrån skogar, byar eller stränder. Djungelmiljön fokuserade på fred och harmoni.. Några banor på den andra ön utspelar sig i tempelruiner. Den tredje ön är mer industriaktig och därför utspelar sig banorna i kraftstation och ett slott. Slottets interiör utformades för att reflektera Cortex tillvridna sinne..
Typen av fiender på en bana är beroende av banans miljö. På grund av den första och andra öns miljöer, innehåller de fiender så som krabbor, sköldpaddor och stamfolk. På den tredje ön, där miljön består av kraftstationer, utgörs de flesta fiender av mekaniska robotar. Slottets fiender är androida labbassistenter och monstruösa experiment.

### Handling
Crash Bandicoot utspelar sig på tre små öar vid sydöstra Australien. Alla ägs av den ondskefulle vetenskapsmannen Doctor Neo Cortex. Cortex skapar med en hjälpande hand från Doctor Nitrus Brio the Evolvo Ray (ung. "Evolvo-strålen"). Den använder de för att mutera diverse djur som finns på öarna vilket skapar fruktansvärda föroreningar. Ett av deras experiment var pungdjuret Crash. När han väl har blivit muterad av the Evolvo Ray använder de båda vetenskapsmännen the Cortex Vortex på honom. The Cortex Vortex är en maskin som är tänkt att helt ta kontrollen över Crash. Emellertid misslyckas experimentet och hjälten flyr från slottet. Efter att ha fallit ut genom ett av slottets fönster vaknar Crash upp på en strand på N.Sanity-ön. Han blev under tiden som fånge fäst vid ett annat muterat pungdjur, en hona med namnet Tawna. Han bestämmer sig för att besegra Cortex, rensa upp Cortex förorsakade föroreningar och rädda Tawna. Han ger sig av.
När han har besegrat stamhövdingen Papu Papu på N.Sanity-ön beger han sig till ö nummer två. Där övervinner han två av Cortex hejdukar, mutanterna Ripper Roo samt Koala Kong. Slutligen lyckas han ta sig till den tredje ön. Där besöker han den kraftstation som har förorsakat föroreningarna. När han har tagit sig fram till innanmätet av kraftstationen, utbryter en strid mellan honom och kraftstationens verkställande direktör, Pinstripe Potoroo. Under deras kamp förstörs kraftstationens kärna av sporadiska gevärskulor. Detta stoppar föroreningarna. 
Vid tidpunkten då Crash når Cortex:s slott, vandrar han in i laboratorierna och besegrar Doctor Nitrus Brio. Han klättrar upp till toppen av tornet och sätter eld på slottet. Medan byggnaden brinner ned tar sig Crash till Cortex flygskepp. Där uppstår ett slagsmål mellan de två ärkerivalerna. Crash vinner genom att han använder Cortex egna projektiler som vapen. Cortex faller ned mot avgrunden och sin synbara död. Hjälten förenas med Tawna och de flyr från det brinnande slottet med Doctor Cortex luftskepp.

## Utveckling
Spelet började utvecklas i augusti år 1994, då företaget bestod av sju personer. Huvudfiguren Crash var det första som kom till. Han utformades av Charles Zembillas och Joe Pearson. Spelutvecklingens arbete skedde helt och hållet i Los Angeles i Kalifornien. Naughty Dog-teamet fokuserade under hela dess utveckling på framför allt Crash Bandicoot. Deras fokusering var av sådan karaktär att de lade ned idéerna för ett annat spel, AI. O. Saurus and Dinestein. Sony blev i mars år 1995 spelets officiella utgivare. Crash Bandicoot nådde i april år 1996 alfastatus och avslöjades för allmänheten på E3-mässan i maj 1996. Där blev det väl mottaget.

## Spelets mottagande
| Mottagande                | Mottagande                           |
| Samlingsbetyg             | Samlingsbetyg                        |
| Tjänst                    | Betyg                                |
| ------------------------- | ------------------------------------ |
| Gamerankings              | 79 av 100 (baserat på 8 recensioner) |
| Recensionsbetyg           |                                      |
| Publikation               | Betyg                                |
| Game Revolution           | B                                    |
| Gamespot                  | 6.8 av 10                            |
| IGN                       | 7.5 av 10                            |
| Gaming Target             | 9.3 av 10                            |
| The Electric Playground   | 8 av 10                              |
| All Game Guide            | 4 av 5                               |
| Electronic Gaming Monthly | 8.3 av 10                            |
| Game Power Australia      | 7.0 av 10                            |

De recensioner spelet fick var generellt sett positiva med ett genomsnittligt betyg på 79 procent av Gamerankings. IGN betygsatte det 7.5 av 10 och hyllades dess grafik, men gav kritik för spelets då och då tröga kontroll. IGN ansåg att detta kunde bli utmanande ibland. Även Gaming Target lovordade grafiken och gav det 9.3 av 10 i betyg. Gamespot var mer kritiska. Deras betyg landade på 6.8 av 10 med bland annat motiveringen att spelet var enformigt och avfärdade det som enbart något bättre än genomsnittet. Game Revolution berömde spelets bakgrunder och texturer samt karaktärernas flytande animationer, men beklagade sig att det inte fanns så mycket frihet på banorna och skulle gärna se fram emot att ha en helt fri 3D-miljö att röra sig på.

## Arv
Crash Bandicoot följdes upp med två efterföljare, Crash Bandicoot 2: Cortex Strikes Back och Crash Bandicoot 3: Warped. Det tillkom dessutom ett gokartspel vid namn Crash Team Racing. Det var det sista Crash Bandicoot-spelet Naughty Dog utvecklade. Alla de här titlarna släpptes till Playstation och Naughty Dog utvecklade allihop. De började efter Crash Team Racing att arbeta på Jak and Daxter-serien. Crash Bash var det sista Crash Bandicoot-spelet till Playstation och Eurocom hette utvecklaren.

### Officiell
- Crash Bandicoot på Playstation.com (engelska)

### Recensioner
- Crash Bandicoot på GameSpot (engelska)
- Crash Bandicoot på IGN (engelska)
- Crash Bandicoot på GamingTarget (engelska)